# Cantón de Bastia-5 ''Lupino''
El cantón de Bastia-5 Lupino era una división administrativa francesa que estaba situada en el departamento de Alta Córcega y la región de Córcega.

## Composición
El cantón estaba formado por el barrio de Lupino  de la comuna de Bastia:
- Bastia (fracción)

## Supresión del cantón de Bastia-5Lupino
En aplicación del Decreto nº 2014-255 de 26 de febrero de 2014, el cantón de Bastia-5 Lupino fue suprimido el 22 de marzo de 2015 y su fracción de comuna pasó a formar parte del nuevo cantón de Bastia-4.